# BRIC
Trong kinh tế học, 'BRIC' là thuật ngữ viết tắt (tiếng Anh) để chỉ những nước có nền kinh tế mới nổi đang ở giai đoạn phát triển kinh tế và quy mô tương đồng gồm Brasil, Nga (Russia), Ấn Độ (India) và Trung Quốc (China). Nhóm này thường gọi là BRICs hoặc "các nước BRIC".
Thuật ngữ này được nhà kinh tế học Jim O'Neil đề cập trong bài viết năm 2001 có tiêu đề "Xây dựng các nền kinh tế toàn cầu BRIC tốt hơn". BRIC sau đó trở thành thuật ngữ được sử dụng rộng rãi như là một biểu tượng của sự chuyển dịch quyền lực kinh tế thế giới từ nhóm nước G7 sang các nước đang phát triển. Người ta ước đoán rằng đến năm 2027 các nền kinh tế BRIC sẽ vượt qua nhóm G7.
Theo một bài viết xuất bản năm 2005, México và Hàn Quốc là các quốc gia so sánh được với nhóm BRIC, nhưng hai nước này không thuộc nhóm BRIC bởi đã được coi là tiên tiến, và là thành viên của tổ chức OECD.
Goldman Sachs có lập luận rằng, bởi các nước BRIC đang phát triển nhanh chóng, đến năm 2050, các nước này sẽ làm lu mờ kinh tế của các nước giàu có nhất thế giới hiện tại. BRIC ngày nay chiếm hơn phần tư diện tích đất đai và hơn 40% dân số thế giới.
Goldman Sachs không cho rằng BRIC sẽ tập hợp lại trong một khối kinh tế hay một tổ chức thương mại chính thức như khối EU. Tuy nhiên, có các tín hiệu cho thấy các nền kinh tế mới nổi này đang tìm kiếm một hình thức câu lạc bộ hoặc đồng minh mang tính chính trị và theo đó biến quyền lực kinh tế đang lên trở thành ảnh hưởng địa chính trị lớn hơn. Ngày 16 tháng 06 năm 2009, các quốc gia BRIC đã nhóm họp thượng đỉnh lần đầu tại Yekaterinburg và đưa ra tuyên bố kêu gọi xây dựng trật tự thế giới đa cực, dân chủ và bình đẳng. Các cuộc gặp thượng đỉnh sau đó tổ chức ở Brasilia năm 2010, ở Sanya năm 2011 và New Delhi năm 2012.

## Lịch sử

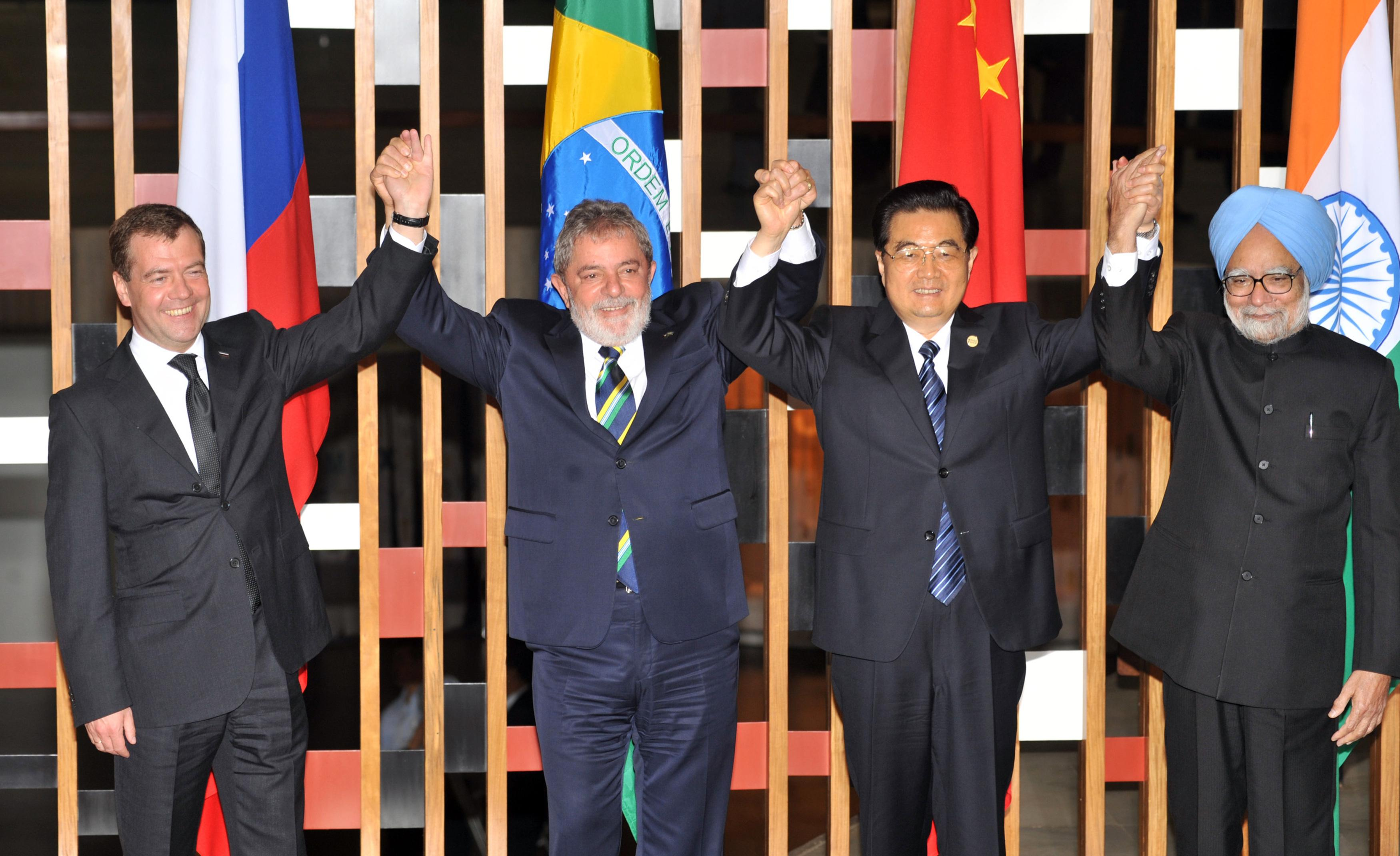
Các nhà lãnh đạo BRIC năm 2010

Các nguồn khác nhau đề cập đến một thỏa thuận BRIC "nguyên bản" có mục đích có trước luận điểm của Goldman Sachs. Một số nguồn tin này cho rằng Tổng thống Vladimir Putin của Nga là động lực thúc đẩy liên minh hợp tác ban đầu của các nước BRIC đang phát triển. Tuy nhiên, cho đến nay, không có văn bản nào được công bố công khai về bất kỳ thỏa thuận chính thức nào mà cả bốn quốc gia BRIC đều là thành viên ký kết. Tuy nhiên, điều này không có nghĩa là họ đã không đạt được nhiều thỏa thuận song phương hoặc thậm chí tứ phương. Bằng chứng về các thỏa thuận kiểu này rất phong phú và có sẵn trên các trang web của Bộ Ngoại giao của mỗi quốc gia trong số bốn quốc gia. Các thỏa thuận và khuôn khổ ba bên được thực hiện giữa các BRIC bao gồm Tổ chức Hợp tác Thượng Hải (các quốc gia thành viên bao gồm Nga và Trung Quốc, các quan sát viên bao gồm Ấn Độ) và Diễn đàn Ba bên IBSA, hợp nhất Brazil, Ấn Độ và Nam Phi trong các cuộc đối thoại hàng năm. Cũng cần lưu ý là liên minh G-20 của các quốc gia đang phát triển, bao gồm tất cả các BRIC.
Ngoài ra, vì sự phổ biến của luận điểm Goldman Sachs "BRIC", thuật ngữ này đôi khi được mở rộng theo đó "BRICK" (K trong South Korea), "BRIMC" (M trong Mexico), "BRICA" (GCC Các nước Ả Rập - Ả Rập Saudi, Qatar, Kuwait, Bahrain, Oman và Các Tiểu vương quốc Ả Rập Thống nhất) và "BRICET" (bao gồm Đông Âu và Thổ Nhĩ Kỳ) đã trở thành các thuật ngữ tiếp thị chung chung hơn để chỉ các thị trường mới nổi này.

### Dự đoán của Goldman Sachs
| 1 | China         | 70,710 | 57,310 | 45,022 | 34,348 | 25,610 | 22,200 | 18,437 | 12,630 | 8,133  | 4,667  | 2,682  | 2536% |
| 2 | India         | 38,668 | 25,278 | 16,510 | 10,514 | 6,683  | 6,600  | 4,316  | 2,848  | 1,900  | 1,256  | 909    | 4043% |
| 3 | United States | 38,514 | 33,904 | 29,823 | 26,097 | 22,817 | 24,800 | 20,087 | 17,978 | 16,194 | 14,535 | 13,245 | 190%  |
| 4 | Brazil        | 11,366 | 8,740  | 6,631  | 4,963  | 3,720  | 4,000  | 2,831  | 2,194  | 1,720  | 2,087  | 1,064  | 968%  |
| 5 | Mexico        | 9,340  | 7,204  | 5,471  | 4,102  | 3,068  | 2,300  | 2,303  | 1,742  | 1,327  | 1,009  | 851    | 997%  |
| 6 | Russia        | 8,580  | 7,420  | 6,320  | 5,265  | 4,265  | 2,400  | 3,341  | 2,554  | 1,900  | 1,371  | 982    | 773%  |

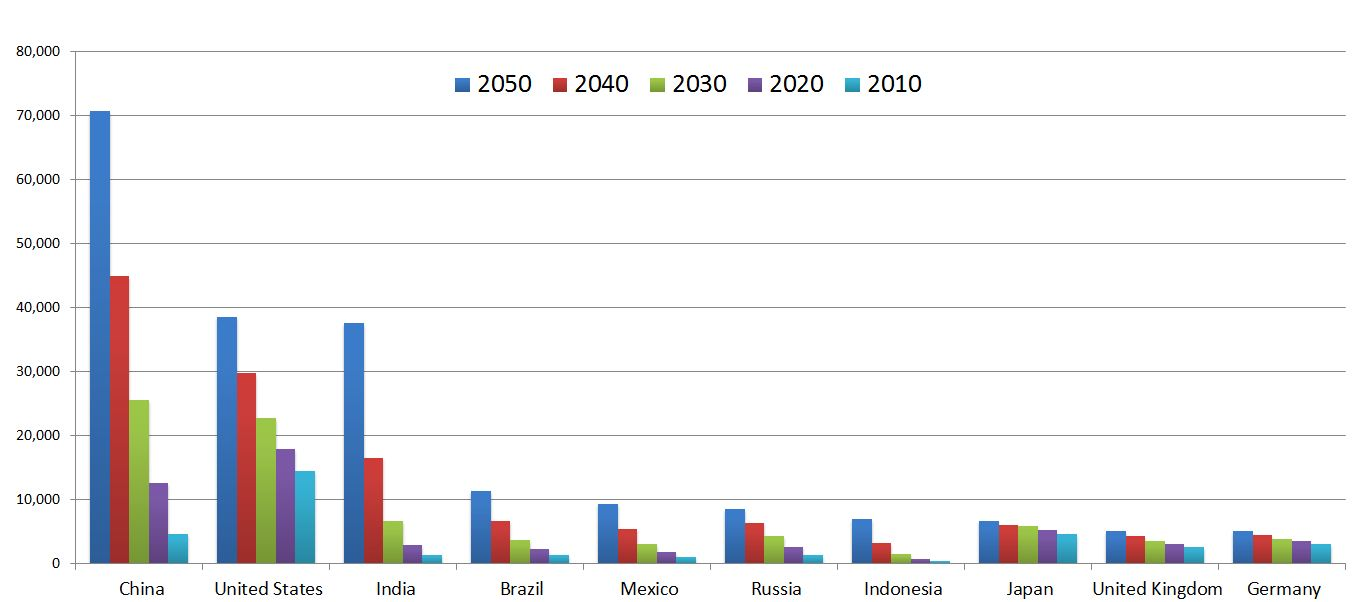
Mười nền kinh tế lớn nhất thế giới vào năm 2050, tính bằng GDP (tỷ USD 2006), theo Goldman Sachs

Lưu ý: Tất cả dữ liệu ở trên là của Goldman Sachs, ngoại trừ cột 2030 USDA là dữ liệu từ Bộ Nông nghiệp Hoa Kỳ (2030 USDA) về 20 nền kinh tế lớn nhất thế giới vào năm 2030, nhưng chỉ có 16 nền phù hợp với dữ liệu của Goldman Sachs. Vào năm 2030, USDA, Mexico và Indonesia sẽ lật đổ Hàn Quốc. Không có BRICS của Nam Phi của trong bảng trên. Năm 2030, quốc gia duy nhất đến từ châu Phi là Nigeria và Mỹ vẫn là số một, nhưng Trung Quốc gần như vượt qua Mỹ.
| Hạng 2050 | Quốc gia       | 2050   | 2045   | 2040   | 2035   | 2030   | 2025   | 2020   | 2015   | 2010   | 2006   | Phần trăm tăng từ năm 2006 đến năm 2050 |
| --------- | -------------- | ------ | ------ | ------ | ------ | ------ | ------ | ------ | ------ | ------ | ------ | --------------------------------------- |
| 1         | United States  | 91,683 | 83,489 | 76,044 | 69,019 | 62,717 | 57,446 | 53,502 | 50,200 | 47,014 | 44,379 | 106%                                    |
| 2         | South Korea    | 90,294 | 75,979 | 63,924 | 53,449 | 44,602 | 36,813 | 29,868 | 26,012 | 21,602 | 18,161 | 397%                                    |
| 3         | United Kingdom | 79,234 | 73,807 | 67,391 | 61,049 | 55,904 | 52,220 | 49,173 | 45,591 | 41,543 | 38,108 | 107%                                    |
| 4         | Russia         | 78,435 | 65,708 | 54,221 | 43,800 | 34,368 | 26,061 | 19,311 | 13,971 | 9,833  | 6,909  | 1,037%                                  |
| 5         | Canada         | 76,002 | 69,531 | 63,464 | 57,728 | 52,663 | 48,621 | 45,961 | 43,449 | 40,541 | 38,071 | 99%                                     |
| 6         | France         | 75,253 | 68,252 | 62,136 | 56,562 | 52,327 | 48,429 | 44,811 | 41,332 | 38,380 | 36,045 | 108%                                    |
| 7         | Germany        | 68,253 | 62,658 | 57,118 | 51,710 | 47,263 | 45,033 | 43,223 | 40,589 | 37,474 | 34,588 | 97%                                     |
| 8         | Japan          | 66,846 | 60,492 | 55,756 | 52,345 | 49,975 | 46,419 | 42,385 | 38,650 | 36,194 | 34,021 | 96%                                     |
| 9         | Mexico         | 63,149 | 49,393 | 38,255 | 29,417 | 22,694 | 17,685 | 13,979 | 11,176 | 8,972  | 7,918  | 697%                                    |
| 10        | Italy          | 58,545 | 52,760 | 48,070 | 44,948 | 43,195 | 41,358 | 38,990 | 35,908 | 32,948 | 31,123 | 88%                                     |
| 11        | Brazil         | 49,759 | 38,149 | 29,026 | 21,924 | 16,694 | 12,996 | 10,375 | 8,427  | 6,882  | 5,657  | 779%                                    |
| 12        | China          | 49,650 | 39,719 | 30,951 | 23,511 | 17,522 | 12,688 | 8,829  | 5,837  | 3,463  | 2,041  | 2,332%                                  |
| 13        | Turkey         | 45,595 | 34,971 | 26,602 | 20,046 | 15,188 | 11,743 | 9,291  | 7,460  | 6,005  | 5,545  | 722%                                    |
| 14        | Vietnam        | 33,472 | 23,932 | 16,623 | 11,148 | 7,245  | 4,583  | 2,834  | 1,707  | 1,001  | 655    | 5,010%                                  |
| 15        | Iran           | 32,676 | 26,231 | 20,746 | 15,979 | 12,139 | 9,328  | 7,345  | 5,888  | 4,652  | 3,768  | 767%                                    |
| 16        | Indonesia      | 22,395 | 15,642 | 10,784 | 7,365  | 5,123  | 3,711  | 2,813  | 2,197  | 1,724  | 1,508  | 1,385%                                  |
| 17        | India          | 20,836 | 14,446 | 9,802  | 6,524  | 4,360  | 2,979  | 2,091  | 1,492  | 1,061  | 817    | 2,450%                                  |
| 18        | Pakistan       | 20,500 | 14,025 | 9,443  | 6,287  | 4,287  | 3,080  | 2,352  | 1,880  | 1,531  | 1,281  | 1,500%                                  |
| 19        | Philippines    | 20,388 | 14,260 | 9,815  | 6,678  | 4,635  | 3,372  | 2,591  | 2,075  | 1,688  | 1,312  | 1,453%                                  |
| 20        | Nigeria        | 13,014 | 8,934  | 6,117  | 4,191  | 2,944  | 2,161  | 1,665  | 1,332  | 1,087  | 919    | 1,316%                                  |
| 21        | Egypt          | 11,786 | 7,066  | 5,183  | 3,775  | 2,744  | 2,035  | 1,568  | 1,260  | 897    | 778    | 808%                                    |
| 22        | Bangladesh     | 5,235  | 3,767  | 2,698  | 1,917  | 1,384  | 1,027  | 790    | 627    | 510    | 427    | 1,125%                                  |

| Các nhóm | Quốc gia                                               | 2050    | 2045   | 2040   | 2035   | 2030   | 2025   | 2020   | 2015   | 2010   | 2006   |
| -------- | ------------------------------------------------------ | ------- | ------ | ------ | ------ | ------ | ------ | ------ | ------ | ------ | ------ |
| BRICS    | Brazil, Nga, Ấn Độ, Trung Quốc, Nam Phi                | 128,324 | 98,757 | 74,483 | 55,090 | 40,278 | 28,925 | 20,226 | 13,653 | 8,640  | 5,637  |
| G7       | Canada, Pháp, Đức, Ý, Nhật Bản, Vương quốc Anh, Hoa Kỳ | 66,039  | 59,475 | 53,617 | 48,281 | 43,745 | 39,858 | 36,781 | 33,414 | 30,437 | 28,005 |

Ba bảng sau đây là danh sách các nền kinh tế theo GDP gia tăng từ năm 2006 đến năm 2050 của Goldman Sachs. Minh họa các quốc gia BRIC và N11 đang thay thế các quốc gia G7 trở thành những nước đóng góp chính vào tăng trưởng kinh tế thế giới. Từ năm 2020 đến năm 2050, chín trong số mười quốc gia lớn nhất tính theo GDP gia tăng bị chiếm đóng bởi BRIC và các quốc gia N11, trong đó Hoa Kỳ vẫn là thành viên G7 duy nhất với tư cách là một trong ba nước đóng góp lớn nhất cho tăng trưởng kinh tế toàn cầu.
| Thứ hạng | Quốc gia       | GDP gia tăng hàng tỷ năm 2006 Đô la Mỹ |
| -------- | -------------- | -------------------------------------- |
| 1        | China          | 9,948                                  |
| 2        | United States  | 4,733                                  |
| 3        | India          | 1,939                                  |
| 4        | Russia         | 1,572                                  |
| 5        | Brazil         | 1,130                                  |
| 6        | Mexico         | 891                                    |
| 7        | Japan          | 888                                    |
| 8        | United Kingdom | 791                                    |
| 9        | Germany        | 668                                    |
| 10       | Italy          | 635                                    |
| 11       | France         | 621                                    |
| 11       | South Korea    | 621                                    |
| 13       | Canada         | 440                                    |
| 14       | Indonesia      | 402                                    |
| 15       | Turkey         | 350                                    |
| 16       | Iran           | 299                                    |
| 17       | Vietnam        | 218                                    |
| 18       | Nigeria        | 185                                    |
| 19       | Philippines    | 172                                    |
| 20       | Pakistan       | 139                                    |
| 21       | Egypt          | 128                                    |
| 22       | Bangladesh     | 87                                     |

| Thứ hạng | Quốc gia       | GDP gia tăng hàng tỷ năm 2006 Đô la Mỹ |
| -------- | -------------- | -------------------------------------- |
| 1        | China          | 21,718                                 |
| 2        | United States  | 8,119                                  |
| 3        | India          | 7,666                                  |
| 4        | Brazil         | 2,769                                  |
| 5        | Russia         | 2,711                                  |
| 6        | Mexico         | 2,360                                  |
| 7        | Indonesia      | 1,440                                  |
| 8        | South Korea    | 1,136                                  |
| 9        | Turkey         | 976                                    |
| 10       | Vietnam        | 896                                    |
| 11       | United Kingdom | 836                                    |
| 12       | Nigeria        | 777                                    |
| 13       | France         | 752                                    |
| 14       | Iran           | 729                                    |
| 15       | Japan          | 662                                    |
| 16       | Canada         | 602                                    |
| 17       | Philippines    | 593                                    |
| 18       | Germany        | 529                                    |
| 18       | Egypt          | 502                                    |
| 20       | Pakistan       | 441                                    |
| 21       | Bangladesh     | 301                                    |
| 22       | Italy          | 220                                    |

| Thứ hạng | Quốc gia       | GDP gia tăng hàng tỷ năm 2006 Đô la Mỹ |
| -------- | -------------- | -------------------------------------- |
| 1        | China          | 36,362                                 |
| 2        | India          | 27,154                                 |
| 3        | United States  | 12,417                                 |
| 4        | Brazil         | 6,403                                  |
| 5        | Mexico         | 5,238                                  |
| 6        | Indonesia      | 4,818                                  |
| 7        | Nigeria        | 3,557                                  |
| 8        | Russia         | 3,315                                  |
| 9        | Vietnam        | 2,438                                  |
| 10       | Turkey         | 2,227                                  |
| 11       | Philippines    | 2,128                                  |
| 12       | Egypt          | 1,884                                  |
| 13       | South Korea    | 1,439                                  |
| 14       | Iran           | 1,390                                  |
| 15       | Pakistan       | 1,376                                  |
| 16       | United Kingdom | 1,196                                  |
| 17       | France         | 1,025                                  |
| 18       | Bangladesh     | 1,015                                  |
| 19       | Germany        | 976                                    |
| 20       | Canada         | 847                                    |
| 21       | Japan          | 791                                    |
| 22       | Italy          | 506                                    |

Tại Diễn đàn Kinh tế Thế giới năm 2011, có 365 giám đốc điều hành công ty từ BRIC và các quốc gia mới nổi khác trong số 1000 người tham gia. Đó là một con số kỷ lục về các giám đốc điều hành từ các thị trường mới nổi. Đồng giám đốc ngân hàng đầu tư toàn cầu của Nomura Holdings Inc nói "Điều này phản ánh nơi sức mạnh và ảnh hưởng của nền kinh tế đang bắt đầu di chuyển." Quỹ Tiền tệ Quốc tế ước tính các thị trường mới nổi có thể mở rộng 6,5% trong năm 2011, cao hơn gấp đôi so với 2,5% ở các nước phát triển. Sự tiếp quản của BRIC đã đạt kỷ lục với 22% các giao dịch toàn cầu hoặc tăng 74% trong một năm và tăng hơn gấp bốn lần trong năm năm qua.
Theo báo cáo Kinh doanh của Ngân hàng Thế giới năm 2019, các nền kinh tế BRIC đã thực hiện tổng cộng 21 cải cách, trong đó cung cấp điện năng và kinh doanh xuất nhập khẩu là những lĩnh vực cải thiện phổ biến nhất.

## Các nhà lãnh đạo hiện tại

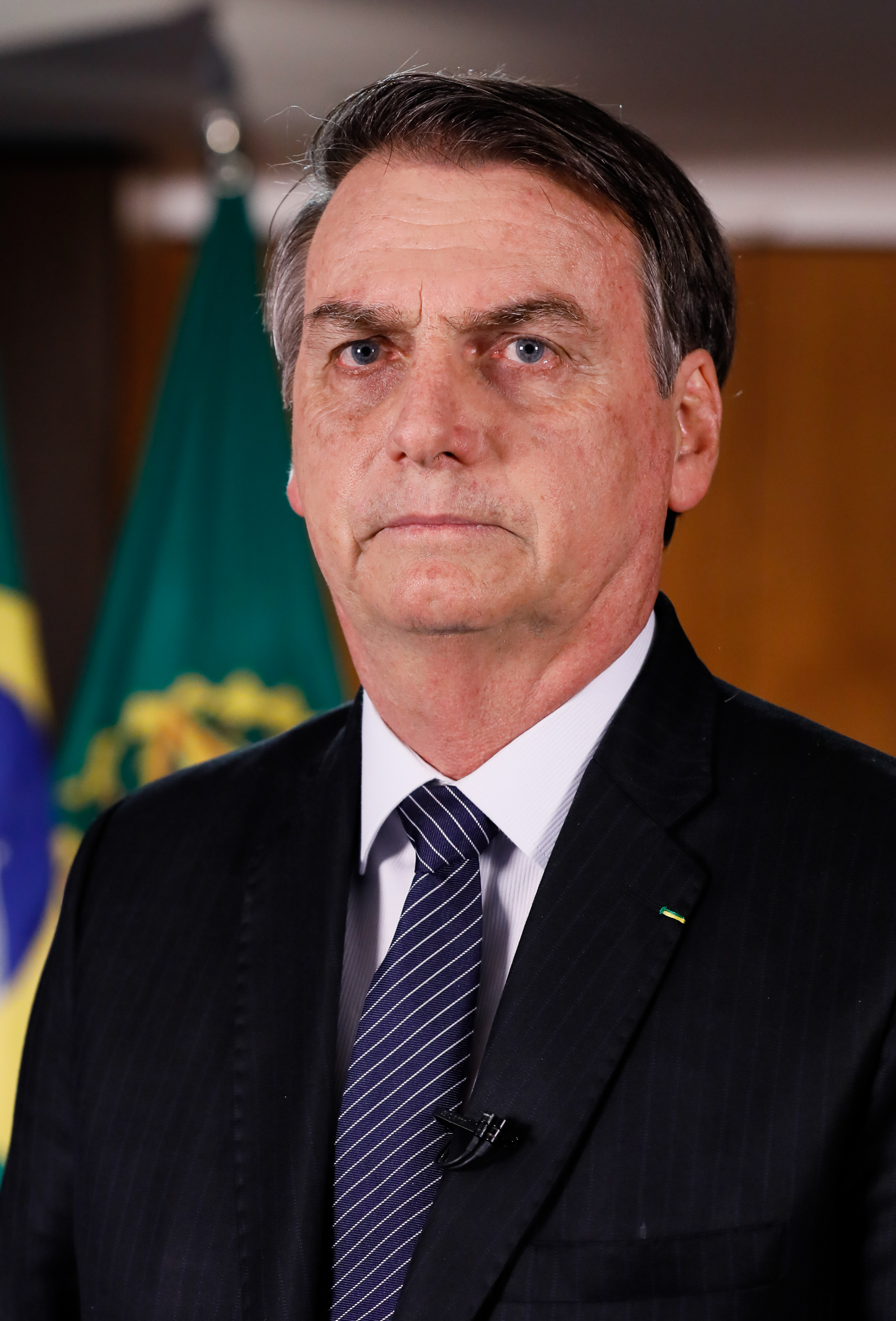
BrazilJair Bolsonaro, Tổng thống
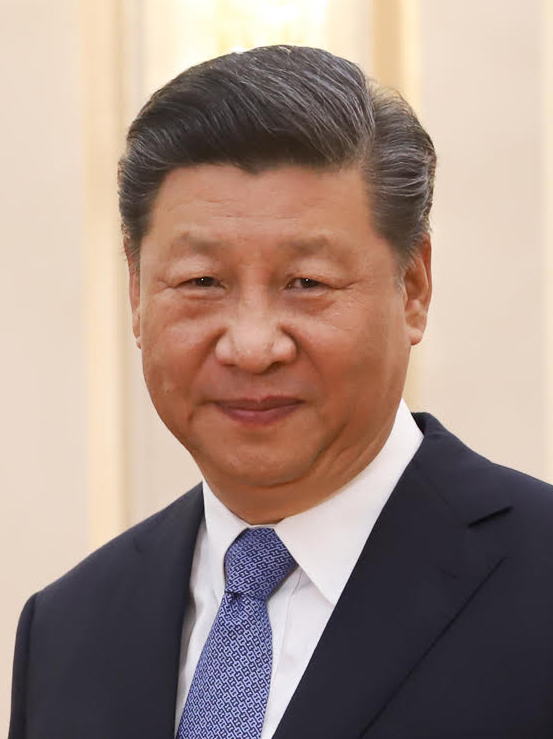
ChinaTập Cận Bình, Chủ tịch nước CHND Trung Hoa  (Tổng Bí thư ĐCSTQ với tư cách là lãnh tụ trên thực tế)[note 1]
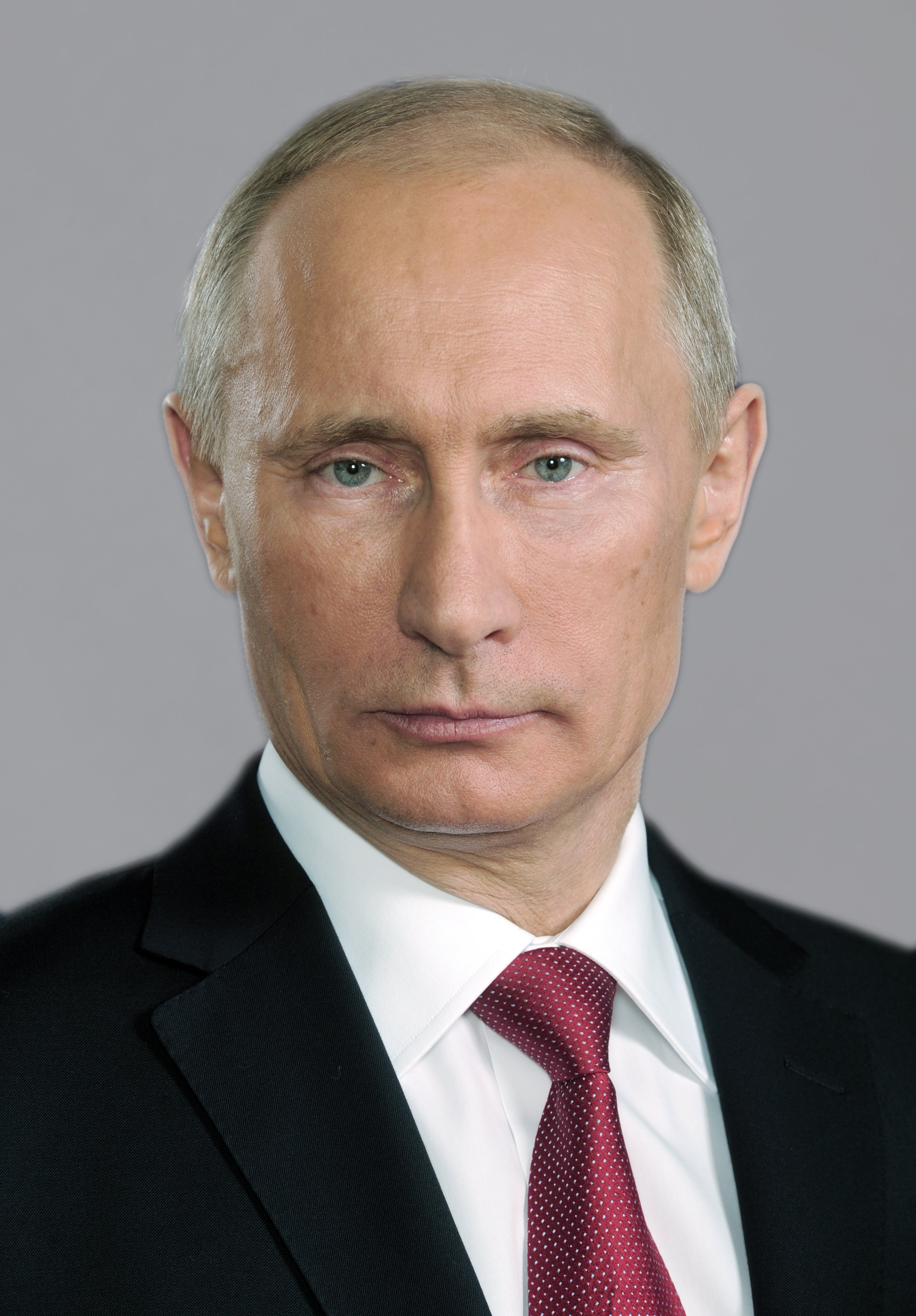
RussiaVladimir Putin, Tổng thống Nga
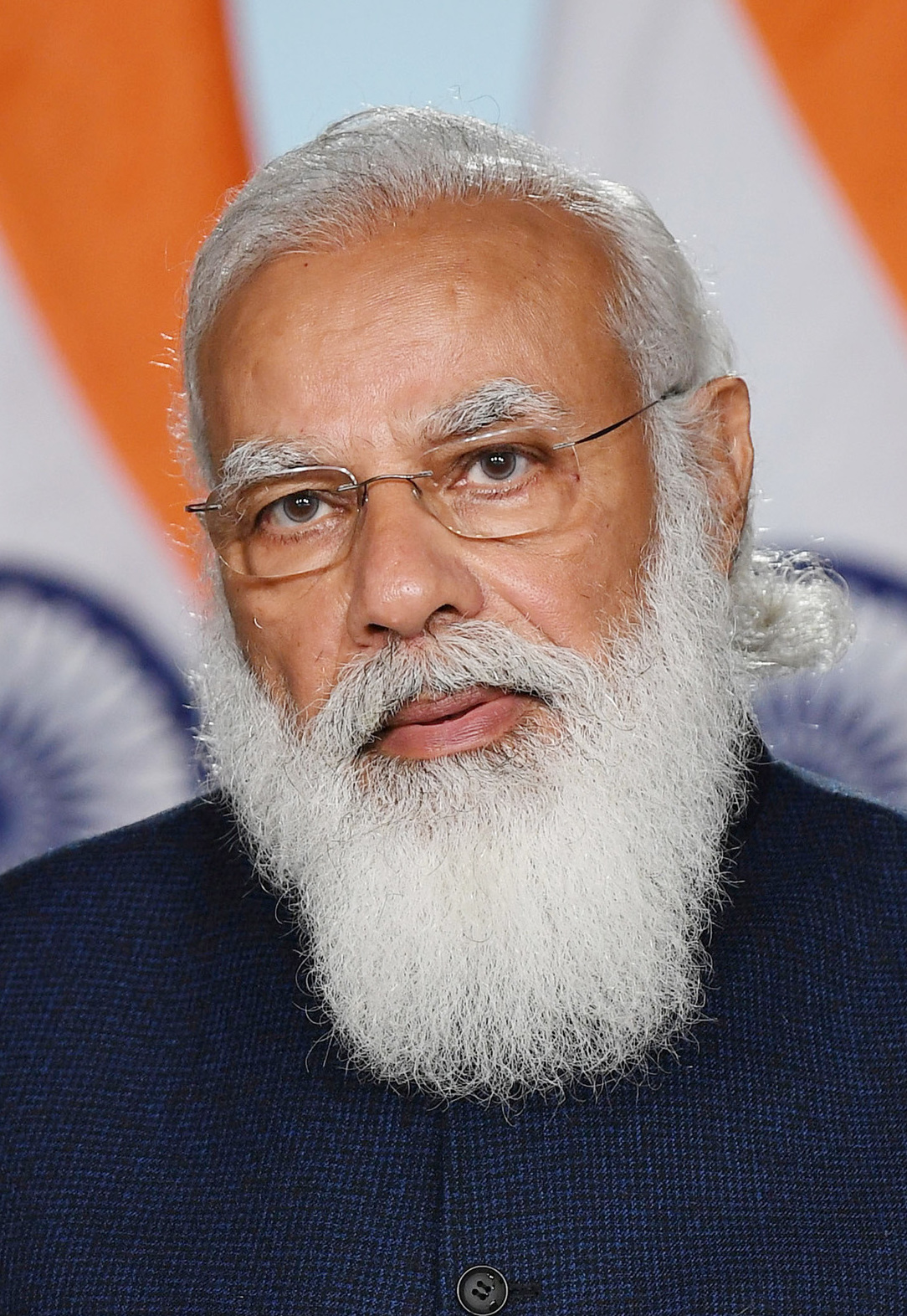
IndiaNarendra Modi, Thủ tướng Ấn Độ